# SpiritOn TV
SpiritOn TV war ein deutscher, in Neu-Isenburg ansässiger Teleshoppingkanal, der sein Programm zwischen Frühjahr 2007 und Frühjahr 2010 digital über das Astra-Satellitensystem verbreitete.  Der Kanal ersetzte auf der Empfangsfrequenz den Pferdewett-Kanal SportsWin.TV und war europaweit zu empfangen. Das Programm wurde hauptsächlich von anderen Teleshoppinganbietern wie zum Beispiel Best Direct oder MediaShop gestaltet.
Studio und Sendeabwicklung befanden sich in Leinfelden-Echterdingen (bei Stuttgart).
Schwestersender war der Kanal meinTVshop.